# 雅爾矛克難民營
雅爾矛克難民營（阿拉伯语：‎），位於敘利亞大馬士革內，是市中心南方8公里遠的一個行政區，約有2.11平方公里大，居民爲巴勒斯坦人。雅爾矛克是一座非正式的難民營，是敘利亞境內最大的巴勒斯坦難民團體的家。難民營建立時是位於城外，後來因為城市擴展而變成位於城內。到2002年6月，有112,550難民登記居住在雅爾矛克。
2011年敘利亞內戰開始後，許多難民離開雅爾矛克難民營。2012年12月，反對派武裝奪取了雅爾矛克難民營的控制權。
2015年4月1日，敘利亞的伊斯蘭國武裝分子開始進攻雅爾矛克難民營，受到反敘利亞政府的巴勒斯坦人民兵抵抗。巴勒斯坦官員於4月5日表示，伊斯蘭國控制難民營大部分區域後，約有兩千人撤離。稍後有報導指一些巴勒斯坦人武裝派系願意與敘利亞政府合作，共同對抗伊斯蘭國。
2018年俄羅斯與敘利亞聯手進攻難民營，摧毀80%的難民營，並允許伊斯蘭國逃往敘利亞沙漠，但不允許難民返鄉。

## 外部連結
- Stand alone: Yarmouk Camp humanitarian disaster （页面存档备份，存于）
- The long line for food in Yarmouk camp, Syria （页面存档备份，存于）
- Dans le camp de Yarmouk, face aux «fantômes»[]
- UN resumes aid distribution to Syria Yarmouk camp （页面存档备份，存于）
- Inside the hellhole of Yarmouk, the refugee camp that shames the world （页面存档备份，存于）
- Queue for food in Syria's Yarmouk camp shows desperation of refugees （页面存档备份，存于）
- Palestinian refugees' suffering in Syria's Yarmouk camp （页面存档备份，存于）